# 32-я пехотная дивизия (Франция)
32-я пехотная дивизия (фр. 32e division d'infanterie) — пехотная дивизия Франции периода наполеоновских войн.

## История дивизии
Дивизия начала формироваться 18 мая 1812 года в Штеттине как 4-я резервная под началом губернатора Берлина Франсуа Дюрютта. В состав дивизии вошли пять французских полков, первоначально не имевших номеров, которые назывались по месту дислокации и были укомплектованы лицами, пытавшимися уклониться от военной службы и взятыми в армию в принудительном порядке. В них также служили испанские и португальские военнопленные.

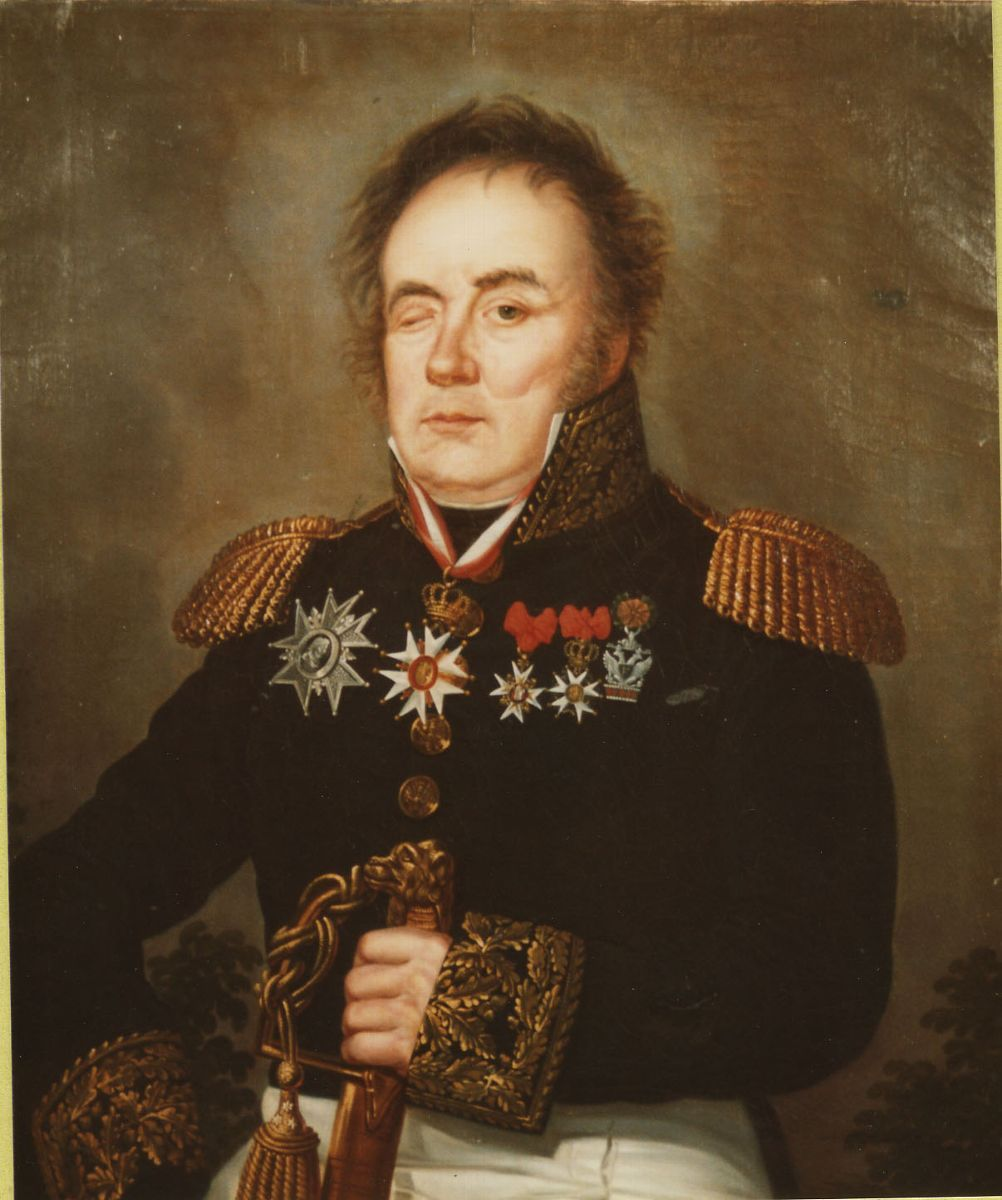
Генерал Дюрютт

4 июля дивизия была включена в состав 11-го армейского корпуса маршала Ожеро, и составила резерв Великой Армии. 22 июля получила 32-й порядковый номер. Дисциплина и боевые качества французских полков были крайне низкими, они не имели тёплого обмундирования и шинелей и не были готовы к зимнему походу. 20 сентября французские полки получили номера. 16 октября к дивизии добавили Вюрцбургский полк (3 батальона). 1 ноября дивизия была направлена в Варшаву и 11 ноября включена в состав 7-го армейского корпуса генерала Ренье. Отличилась 14-15 ноября у Волковыска, где смогла сдержать 33-тысячную русскую армию и на Березине. На Буге прикрывала бегство разбитой Великой Армии из России. Оставленный в Варшаве полк вместе с артиллерийскими ротами присоединился к дивизии 20 декабря.
В феврале 1813 года Дюрютт, находясь со своей дивизией в окрестностях Калиша, узнал, что корпус Ренье, стоявший весьма беспечно, внезапно атакован русским отрядом генерала Винценгероде. Дюрютт тотчас поспешил на выручку и, хотя оказался в меньшем числе, всё же самоотверженно, жертвуя собой, образовал перед Калишем заслон, продержался до ночи и дал возможность рассеянным французским полкам собраться в Калише и отступить.
В марте дивизия эвакуировала Дрезден и отошла к Залле. Прибыв в Йену 1 апреля, генерал присоединился к принцу Евгению Богарне в Гарце, где занял позицию с 3000 оставшихся в Эльбренгаде людей. Вскоре он получил подкрепление 3000 новобранцами и саксонской дивизией. Затем он участвовал в сражениях при Баутцене. Особо он отличился в сражении при Лютцене, когда его неожиданная контратака способствовала победе французов.
Как только летом 1813 года возобновились боевые действия, его дивизия успешно отбила нападение в Вистохе вражеской кавалерии. Под Лейпцигом дивизия Дюрютта сильно пострадала от внезапно перешедших на сторону союзников саксонцев, не желавших сражаться против Бернадота. После спасения почти всей артиллерии армии в Фрайбурге, дивизия прибыла под стены Хагенау в тот же день, когда пруссаки напали на маршала Мармона. Наградой Дюрютту за эту кампанию был графский титул. Это было единственное внимание, которое оказал ему Наполеон, вообще мало замечавший и ценивший Дюрютта. 2 ноября дивизия была объединена с дивизией Маргарона, составлявшей гарнизон Лейпцига, и была переподчинена 4-му корпусу генерала Бертрана. Заняла форт Монтебелло у Майнца.
При вторжении союзников во Францию, Дюрютт заперся в Меце, и 13 января 1814 года был назначен губернатором города. Долго и самоотверженно оборонялся, отвергая всякое предложение о сдаче, отбивая ожесточённые атаки превосходящего противника (40 000 человек). 15 марта под начало генерала Дюрютта, кроме Меца, перешли Верден, Монмеди, Люксембург, Саарлуи, Лонгви и Тьонвиль. Его дивизия была разбита на 4 бригады и составляла 12 000 человек. В конце концов он отстоял Мец. Когда весть о геройстве Дюрютта дошла до Наполеона, он воскликнул: «Вот человек, которому я ничего не сделал и который так много сделал для меня!». Население Меца, оценив поведение Дюрютта, поднесло ему почётную шпагу.

## Состав дивизии по датам
На 15 августа 1812 года:
- 1-я бригада (командир – бригадный генерал Пьер Дево)
  - 36-й полк лёгкой пехоты (командир – полковник Поль Бом)
  - 132-й полк линейной пехоты (командир – полковник Поль Тридуля)
- 2-я бригада (командир – бригадный генерал Этьен Жарри)
  - 35-й полк лёгкой пехоты (командир – полковник Жан-Батист Дюш)
  - 131-й полк линейной пехоты (командир – полковник Анри Мори)
    - Всего: 18 батальонов, 13 600 чел. (к началу августа численность сократилась до 9085 чел.) и 16 орудий

На октябрь 1813 года:
- 1-я бригада (командир – бригадный генерал Пьер Дево)
  - 35-й полк лёгкой пехоты (командир – полковник Жан-Батист Дюш)
  - 131-й полк линейной пехоты (командир – полковник Жан-Батист Чуди)
  - 132-й полк линейной пехоты (командир – полковник Жан Келассу)
- 2-я бригада (командир – бригадный генерал Этьен Жарри)
  - 36-й полк лёгкой пехоты (командир – полковник Поль Бом)
  - 133-й полк линейной пехоты (командир – полковник Поль Меню де Мениль)
- вюрцбургский линейный полк (командир – полковник Мозер)
  - Всего: 6 батальонов, 6 орудий[2][3]

На январь 1814 года:
- 36-й полк лёгкой пехоты (командир – полковник Поль Бом)
- 131-й полк линейной пехоты (командир – полковник Жан-Батист Чуди)
- 132-й полк линейной пехоты (командир – полковник Жан Келассу)
  - Всего: 1100 человек и 6 орудий[4]

## Подчинение и номер дивизии
- 4-я резервная пехотная дивизия (18 мая 1812 года);
- 32-я пехотная дивизия 11-го армейского корпуса Великой Армии (4 июля 1812 года);
- 32-я пехотная дивизия 7-го армейского корпуса Великой Армии (11 ноября 1812 года);
- 32-я пехотная дивизия 4-го армейского корпуса Великой Армии (2 ноября 1813 года).

## Командование дивизии

### Командиры дивизии
- дивизионный генерал Франсуа Дюрютт (18 мая 1812 – 11 апреля 1814)

### Начальники штаба дивизии
- полковник штаба Александр де Стеенхо (1812)